# Elect the Dead Symphony
Elect the Dead Symphony är Serj Tankians första livealbum. Albumet spelades in den 16 mars 2009 i Auckland på Nya Zeeland tillsammans med Auckland Philharmonia Orchestra, som dirigerades av John Psathas. Låtarna på albumet är liveversioner av tidigare låtar från albumet Elect the Dead, med undantag av "The Charade" (tidigare släppt på Axis of Justice: Concert Series Volume 1 och som singel) och "Gate 21" (tidigare osläppt, men senare släppt på Imperfect Harmonies).

## Låtlista
Alla låtar är skrivna och komponerade av Serj Tankian, om inte annat anges. 
| Nr  | Titel                                                      | Längd |
| --- | ---------------------------------------------------------- | ----- |
| 1.  | Feed Us                                                    | 7:29  |
| 2.  | Blue                                                       | 3:15  |
| 3.  | Sky Is Over                                                | 3:09  |
| 4.  | Lie Lie Lie                                                | 3:58  |
| 5.  | Money                                                      | 3:29  |
| 6.  | Baby                                                       | 3:41  |
| 7.  | Gate 21                                                    | 2:49  |
| 8.  | The Charade                                                | 3:30  |
| 9.  | Honking Antelope                                           | 3:49  |
| 10. | Saving Us                                                  | 4:55  |
| 11. | Elect the Dead                                             | 3:08  |
| 12. | Falling Stars                                              | 3:24  |
| 13. | Beethoven's C**t (Beethoven's C*** eller Beethoven's Cunt) | 3:29  |
| 14. | Empty Walls                                                | 3:57  |

| 15. | The Charade (Studioversionen) | 3:33 |